# Хиподам Милетски
Хиподам Милетски (на гръцки: Ιππόδαμος ο Μιλήσιος; 498 – 408 г. пр.н.е.) е древногръцки учен, теоретик, архитект, урбанист и прагматик, живял през 5 век пр.н.е..
През 470 г. пр.н.е. взема участие във възстановяването на Милет след опустошаването му от персите, а после отива в Атина, където по заповед на Перикъл изработва плана на Пирея. За Хиподам се знае малко. Аристотел говори за него като за ексцентрик, носещ прекомерно много украшения, дълга коса и едни същи дебели дрехи зиме и лете. Въпреки че не бил политик, Хиподам обичал да теоретизира по политически и социални въпроси. Неговият проект за държавно устройство предлага идеалният полис да има население от 10 000 души – myriandros polis, което е разделено на три съсловия – занаятчии, земеделци и войници. Тази концепция през последвалите години се оказва влиятелна дотолкова, че спартанците изпращат такъв брой колонисти към Хераклея (Heraclea Trachinia). Най-големият му приписван принос е този за градоустройството, основан на правилна, ортогонална улична мрежа.

## Градоустройство
Според Аристотел той е създател на правилната геометрична мрежа в градоустройството, известна като Хиподамова система (на английски: grid plan). Въпреки това, тя вече е била известна в Италия през Архаичния период (Метапонтум). Той обаче изиграва главна роля за реконструкцията на пристанището в Пирея след войната. Неговият план за Пирея включва широки улици, тръгващи радиално от централната агора, която в негова чест била наречена Hippodameia. Страбон твърди, че участва в строежа на новия град Родос във формата на театър, с водопроводна и канализационна системи, но тази теория е съмнителна поради приписването му на твърде дълъг живот.
През 440 г. пр.н.е. Хиподам заминава с атински колонисти за Магна Греция (Италия) и проектира новия град Турии с улици, пресичащи се под прав ъгъл (затова понякога го наричат Хиподам Турийски). Неговите градоустройствени принципи са възприети в много големи градове като Халикарнас, Александрия и Антиохия.